# Шуліківка
Шулі́ківка — село в Україні, у Біловодській селищній громаді Старобільського району Луганської області.

## Географія
Селом протікає річка Скородна.

## Історія
Село Шуліківка було засноване у 1732 р. Назва села походить від прізвища першого жителя Григорія Шуліки, донського козака, вихідця із Станично-Луганського гарнізону, який обрав собі місце проживання на дикому березі ріки Обитік. Згодом ці землі заселяли селяни-кріпаки, які тікали від гніту поміщиків. У 1765 р. на хуторі Шулікин (так тоді називалося село) налічувалося 33 двори, де проживало 228 жителів.
У 1812 р. почалася війна з французами. 3 хутора Шулікин 17-ти новобранцям випала доля воювати з чужоземцями. Подальша їхня доля невідома. Більшовики навесні 1917 р. закликали населення повсюди встановлювати радянську владу.
Совєцько-німецька війна наклала відбиток в житті села Шуліківки та його жителів. Близько ста чоловік не повернулися в рідний дім, залишивши вдовами жінок та сиротами дітей. На території села односельцям, які полягли боротьбі проти німецько-фашистських військ, поставлені пам'ятники: «Пам'ятник загиблим односельцям уроки війни» та «Пам'ятник воїну-визволителю».

## Населення
За даними перепису 2001 року населення села становило 401 особу, з них 97,01 % зазначили рідною мову українську, а 2,99 % — російську.